# Ferenczi István (politikus)
Ferenczi István (Budapest, 1975 –) magyar pedagógus, fordító, politikus, Lehet Más a Politika országos elnökségének a tagja. Kispesten, a Wekerletelep szomszédságában él feleségével és fiával. Ferenczi István vegetáriánus.

## Életrajz
Középfokú tanulmányait a Karinthy Frigyes Gimnáziumban, majd az angliai Warwick Schoolban végezte. A Warwick Schoolban politikatudományt, közgazdaságtant, angol irodalmat és zenét tanult. Angol nyelv és irodalom szakos tanári diplomát szerzett az Eötvös Loránd Tudományegyetem Bölcsészettudományi Karán.
A Lehet Más a Politikaban a kezdetek óta a tag. 2010-ig, illetve 2013-tól aktív tagja a pártnak.
2014-ben a Budapest XIX. kerületi önkormányzat képviselő-testületébe lett megválasztva, a kompenzációs listáról.
A 2018-as magyarországi országgyűlési választáson az LMP képviselőjelöltje a Budapest 16. OEVK-ben és az országos lista 11. helyén. 2 287 szavazattal (4,38%)  a negyedik lett, nem került a Parlamentbe.